# Kommisurotomi
Kommisurotomi är ett ingrepp  i hjärnan där hjärnbalken, skärs av. Ingreppet utförs för att förhindra att epileptiska anfall sprids i hjärnan. Efter operationen arbetar hemisfärerna utan kommunikation med varandra.

## Bakgrund
Epileptiska anfall kan ofta kontrolleras med antikonvulsiv medicin. Med i de fall där det inte fungerar kan anfallen bli livshotande om de återkommer ofta. Av denna anledning kan det vara aktuellt med en kommisurotomi.
Epileptiska anfall börjar vanligtvis i ett specifikt hjärnområde i ena hemisfären och sprids sedan genom corpus callosum vidare till den andra hemisfären. För att förhindra spridningen började man på 1940-talet utföra kommisurotomi där man separerade på hjärnhalvorna genom att skära igenom corpus callosum. Ingreppet gav alltför varierat resultat vilket ledde till att man slutade utföra det. På 1960-talet återupptogs emellertid metoden då kommisurotomiexperiment på apor och katter fått neurologer att tänka om.

## Effekter
Ingreppet gör att de två hjärnhalvorna blir självständiga. Vardera hemisfär tar fortfarande emot sensorisk information och kontrollerar musklerna; höger hemisfär kontrollerar vänster sida av kroppen medan vänster hemisfär kontrollerar höger sida av kroppen - men efter ingreppet utan kommunikation med varandra. Vad detta innebär har man undersökt genom studier av patienter som genomgått kommisurotomi, även kallade split-brain patienter. Hos dessa patienter kan vardera hemisfär ha sina egna sensationer, perceptioner, tankar och minnen. Lukter som presenteras för en näsborre kan inte identifieras av den andra. Ett exempel på tolkning av objekt hos split-brain följer nedan:
Information från det vänstra synfältet går till höger hemisfär och vice versa. Med avskiljda hemisfärer kan hjärnan inte ta del av bilderna som vardera synfält återger. Om ett objekt visats i höger synfält, vilket leder till att vänster hemisfär hanterat informationen, kan patienten verbalt beskriva vad den sett. Talförmågan är nämligen också kopplad till vänster hemisfär. Om ett objekt istället visats i vänster synfält, vilket medför att höger hemisfär hanterar informationen, kan patienten inte återge vad den sett verbalt. Höger hemisfär saknar nämligen förmågan att inleda tal, men däremot inte förmågan att känna igen. Om patienten därför får känna på olika objekt med vänster hand, som också styrs av höger hemisfär, kommer patienten med handen känna igen vilket objekt som visades i vänster synfält.
En vanlig läkarundersökning skulle inte hitta något särskilt i beteendet hos split-brain patienter och deras poäng på standardiserade tester skiljer sig inte heller från en kontrollgrupp. Undersökningar visar också att split-brain patienterna visar förbättringar efter kommisurotomin vad gäller välmående, kompetens och intelligens. Inom två år efter en kommisurotomi kan patienten återvända till skola eller jobb.